# Флаг Тулы
Флаг города-героя Ту́лы — опознавательно-правовой знак, составленный и употребляемый в соответствии с российскими и международными вексиллологическими (флаговедческими) правилами, служащий историческим символом муниципального образования город Тула Тульской области России, единства его территории, населения, местного самоуправления муниципального образования город Тула, наряду с гербом и гимном города-героя Тулы, является его официальным символом.

## Описание
21 марта 2001 года, решением Тульской городской думы № 50/889, был утверждён флаг муниципального образования «Город Тула Тульской области», представляющий собой:

Прямоугольное полотнище червлёного цвета с изображением в центре горизонтально положенного на двух серебряных шпажных клинках, лежащих наподобие Андреевского креста, концами вниз, серебряного ружейного ствола; вверху же и внизу по одному молоту золотому; в верхнем углу полотнища у древка на расстоянии один к десяти (1:10) от ширины и длины флага расположена медаль «Золотая Звезда» города — героя Тулы; отношение ширины флага к его длине — два к трём (2:3).

20 июня 2001 года, решением Тульской городской думы № 53/965, было утверждено положение о флаге города, в котором приведено следующее описание флага:

Флаг города-героя Тулы представляет собой прямоугольное полотнище червлёного цвета, с отношением ширины к длине 2:3, несущее изображение фигур герба города, соответствующее описанию в Уставе города по состоянию на 8 марта 1778 года: «В червленом поле горизонтально положенный на двух серебряных шпажных клинках, лежащих наподобие Андреевского Креста, концами вниз, серебряный ружейный ствол; вверху же и внизу по одному молоту золотому; все сие показывает примечания достойный и полезный оружейный завод, находящийся в сем городе».
В крыже — верхнем левом углу полотнища с отступом 1:10 от верхнего и левого края располагается изображение медали «Золотая Звезда».
Соотношение размеров площадей, занимаемых изображением медали и фигур герба — 1:8.

Этим же решением был установлен эталонный образец флага города Тулы (авторское исполнение Александра Вячеславовича Богатырёва, члена Союза дизайнеров России), который находится на вечном хранении в муниципальном краеведческом музее в постоянной экспозиции и доступен для осмотра всеми заинтересованными лицами в часы работы музея. Эталон выполнен на щите (холсте) маслом в цвете с соответствующим обозначением и описанием.
28 ноября 2012 года, решением Тульской городской Думы № 53/1179, предыдущее решение признано утратившим силу и утверждено новое Положение «О флаге города-героя Тулы». Из текста Положения было убрано упоминание про эталонный образец флага. Рисунок флага и его описание изменений не претерпели.
27 апреля 2016 года, решением Тульской городской Думы № 23/629, флаг муниципального образования «Город Тула Тульской области» был утверждён флагом муниципального образования город Тула.